# Straßenbahn Szombathely

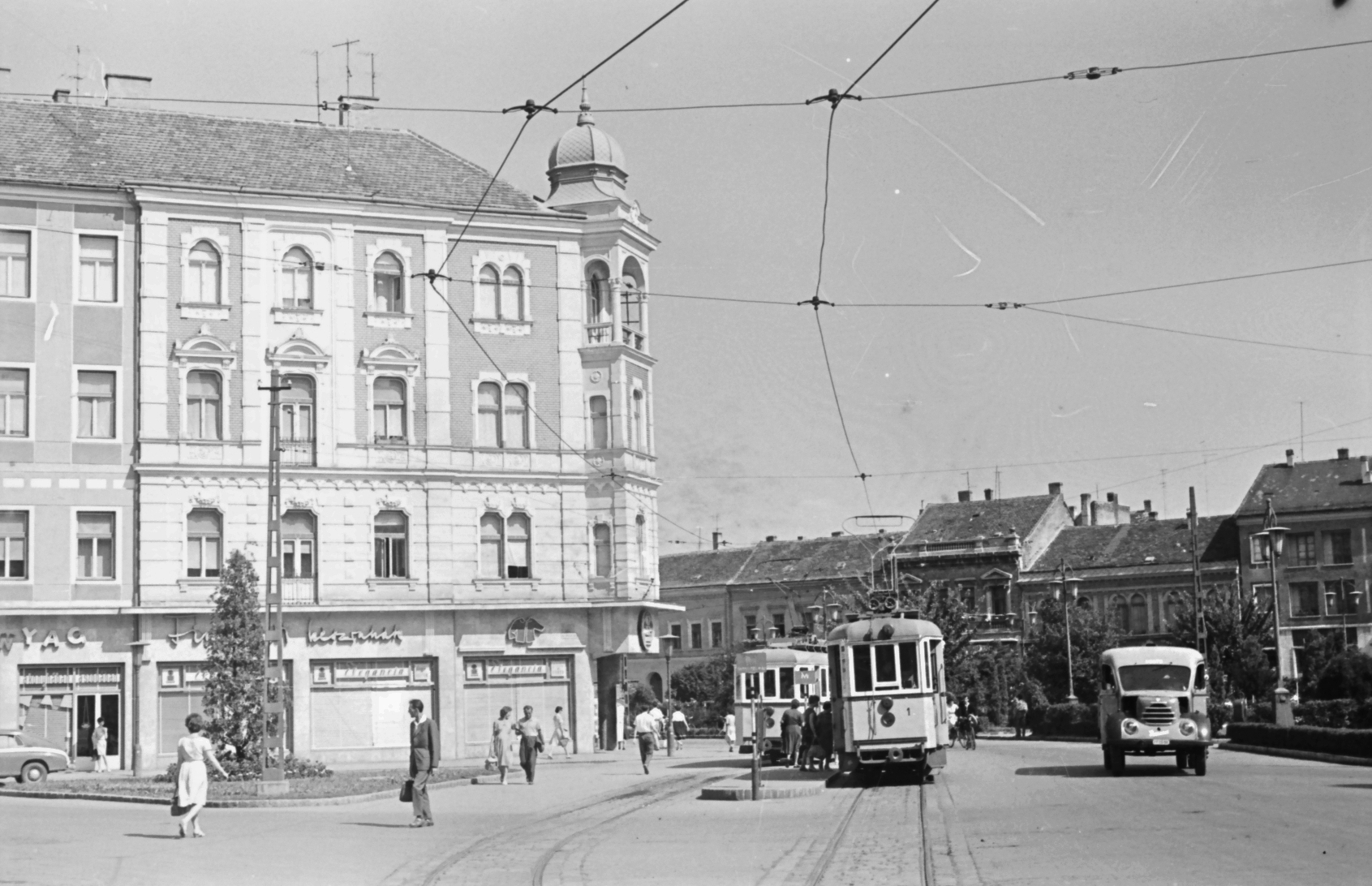
Verkehrsszene in Szombathely im Jahr 1963

Die Straßenbahn Szombathely war das Straßenbahnsystem der westungarischen Stadt Szombathely (Steinamanger). Der meterspurige Betrieb wurde 1897 eröffnet und 1974 stillgelegt.

## Geschichte

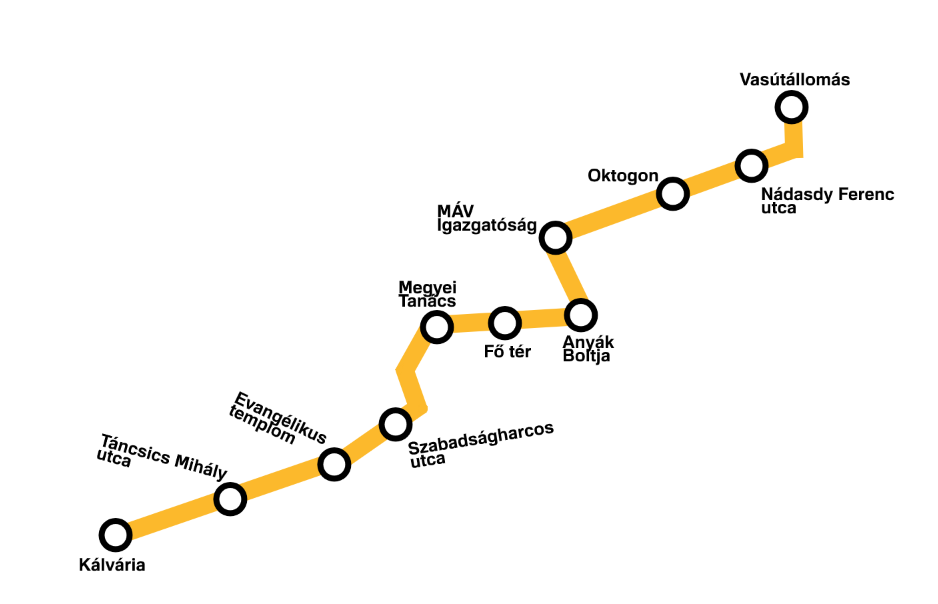
Streckenführung der Straßenbahn

Im Jahr 1895 erschien in der Zeitschrift für Elektrotechnik ein Beitrag über die Gründung des Unternehmens Eisenburger Elektricitätswerke:

„Unter der Firma Eisenburger Elektricitätswerke hat sich in Steinamanger eine Actiengesellschaft konstituirt. Das Kapital beträgt 16 Millionen Gulden. .. Vorerst wurde beschlossen .. Herstellung und zum Betriebe einer elektrischen Strassenbahn in Steinamanger.“

Die gleiche Zeitung berichtete:

„die Strasseneisenbahn mit elektrischem Betriebe wurde am 4. Juli dem öffentlichen Verkehre übergeben“

Tatsächlich war die Straßenbahn von der erwähnten Aktiengesellschaft – auf Ungarisch Vasvármegyei Elektromos Művek Részvénytársaság (V.E.M.R.) – aber bereits am 4. Juni 1897 eröffnet worden. Später hieß das zuständige Verkehrsunternehmen dann Szombathely Villamos Vasút Részvénytársaság, kurz S.Z.V.V. Die deutsche Entsprechung des Firmennamens lautete Steinamangerer Elektrische Stadtbahn Actiengesellschaft.
Wiederum die Zeitschrift für Elektrotechnik kündigte die Erweiterung der Straßenbahn an:

„Neue Linien der Szombathelyer elektrische Strassenbahn
Die Szombathelyer elektrische Strassenbahn will ihre in der Széll Kálmán Gasse befindliche Linie verlängern und von der Kiskargasse bis zum St. Stefansplatz eine Zweiglinie bauen. Die administrative Begehung der neuen Linien wird auf Anordnung des ung. Handelsministers am 17. Juli a.c. abgehalten werden."“

Streckenverlängerungen fanden in geringem Ausmaß statt. Am 15. November 1899 ging das Streckenstück zwischen Óperint-Straße und Kálvária-Straße in Betrieb. Am 18. Dezember 1903 erfolgte eine kurze Streckenverlängerung zum neuen Empfangsgebäude des Bahnhofs.
Die Oberwarther Sonntags Zeitung schrieb mehrfach über die Straßenbahn Szombathely. Am 14. Januar 1923 berichtete man über eine Fahrpreiserhöhung, am 2. Oktober 1927 über gab es die Titelzeile "Wagenführer vom Schlag gerührt" zu lesen.
Die Straßenbahn war durch die mangelnde Motorisierung über lange Jahrzehnte profitabel. Wurden in den Anfangsjahren bis zu maximal 300.000 Personen pro Jahr befördert, so war die Beförderungsleistung im Jahr 1916 auf eine Million Fahrgäste gestiegen. Noch in den frühen 1970er Jahren betrug die jährliche Passagierzahl mehr als 7 Millionen Fahrgäste. Die Straßenbahn verkehrte im 5-Minuten-Takt von 5 Uhr morgens bis zur Ankunft des letzten Budapester Zuges um 23:15 Uhr (oder später, wenn der Zug verspätet war).
Am 21. Dezember 1952 wurden sieben alte Triebwagen ausgemustert und durch Um- bzw. Neubauten ersetzt. Bereits 1951 waren fünf in Budapest rekonstruierte Alttriebwagen nach Szombathely geliefert worden. Zwischen 1958 und 1963 kamen mehrere Zwillingstriebwagen zur Straßenbahn. Es kam vor, dass während der Hauptverkehrszeit ein Zwillingswagen und ein einzelner Triebwagen, zu einem Dreierzug gekuppelt, verkehrten.
Anfang der 1960er Jahre wurde die Endhaltestelle der Straßenbahn von neben dem Empfangsgebäude des Bahnhofs in die Mitte des Éhen Gyula tér verlegt. Im Jahr 1968 wurde der Busverkehr parallel zur Straßenbahnlinie aufgenommen, doch bedeutete dieser Anfangs noch keine Konkurrenz für die Bahn. Ende der 1960er Jahre wurden gemäß eines Erlasses des Verkehrsministeriums schrittweise verkehrsarme Nebenbahnstrecken und eingleisige Straßenbahnbetriebe eingestellt. Auch die Straßenbahn Szombathely fiel diesem Erlass zum Opfer, die Stilllegung des nun völlig überalterten Betriebes erfolgte am 20. August 1974.

## Galerie

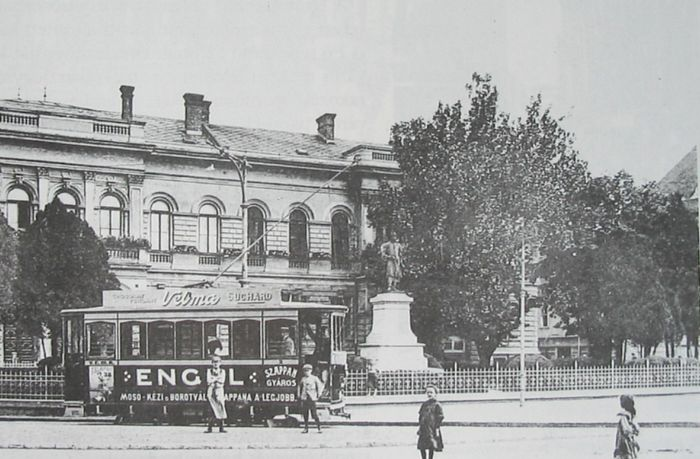
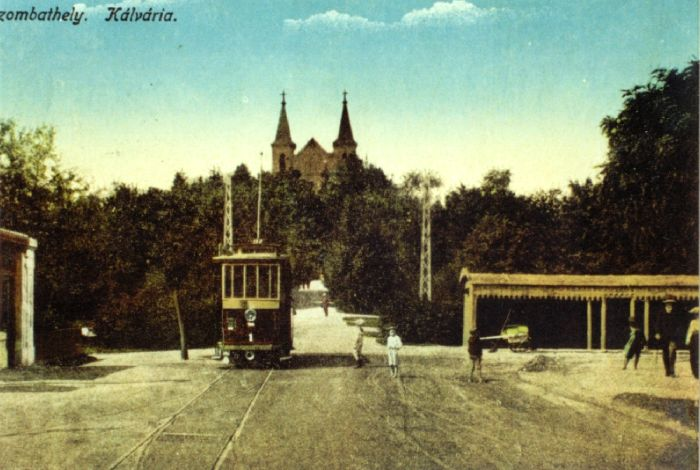
Triebwagen 1 Kálvária
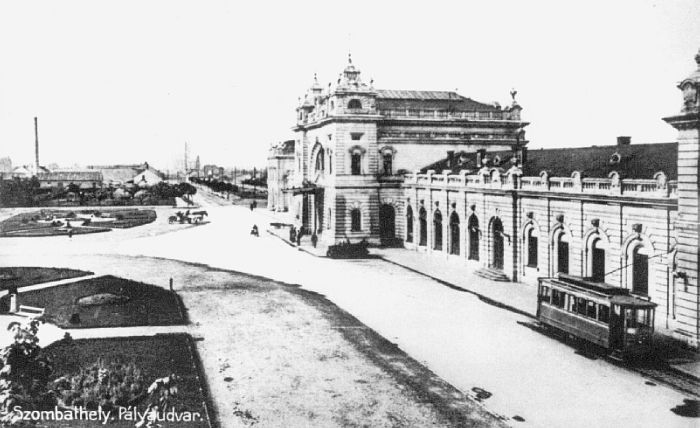
Triebwagen vor dem Bahnhof
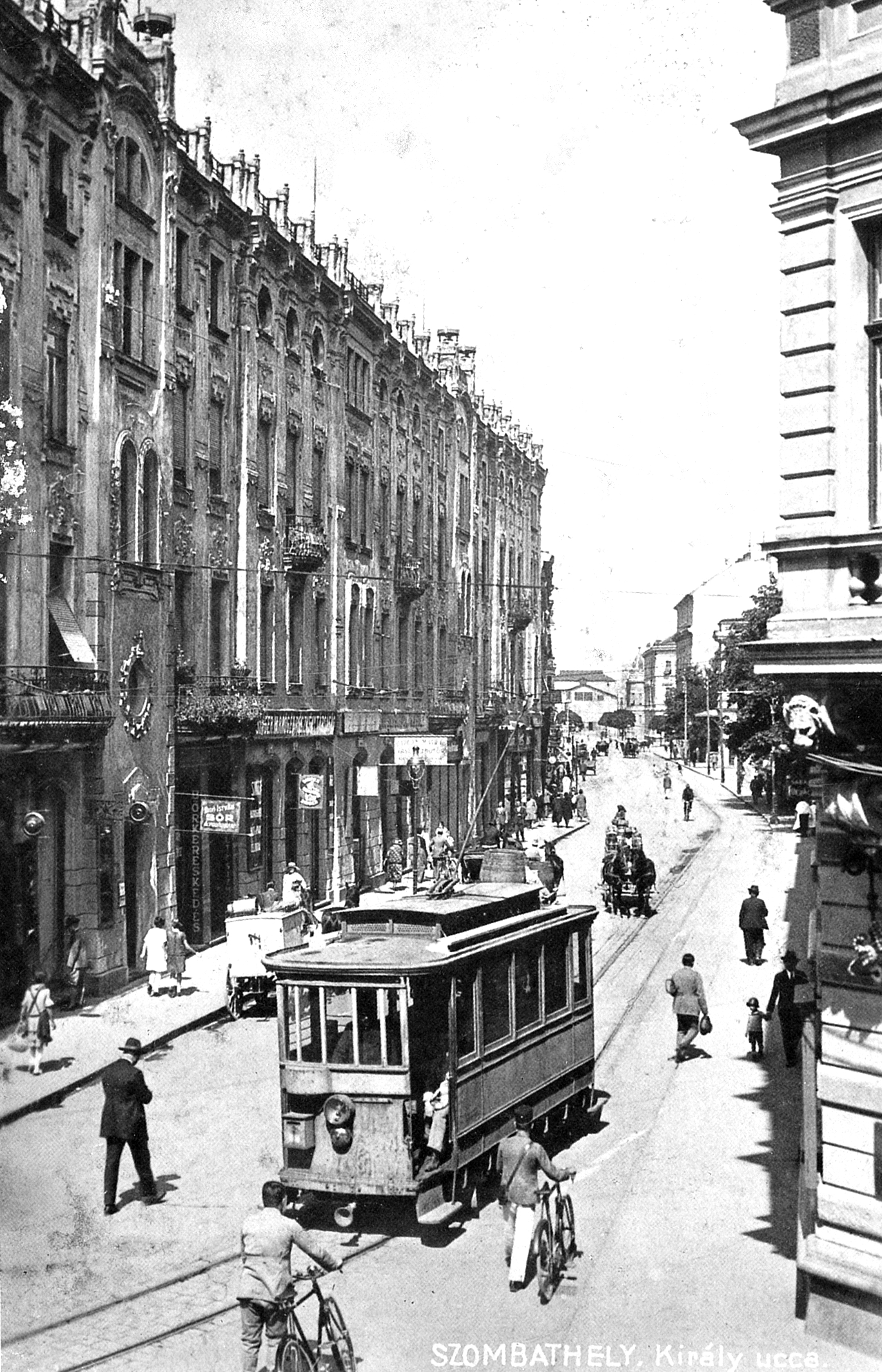
Im Stadtzentrum
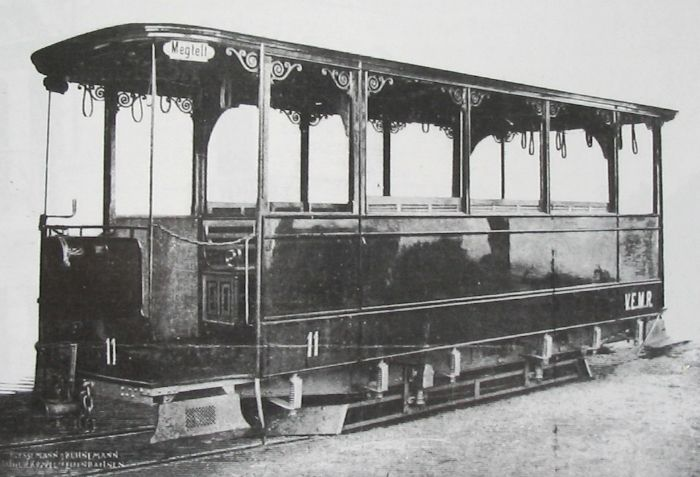
Sommerwagen 11
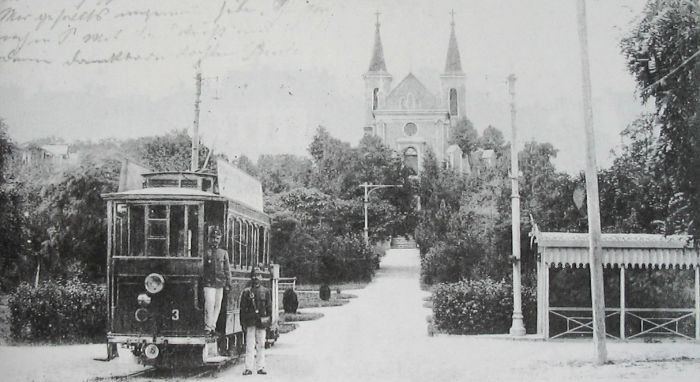
Triebwagen 3, Kálvária
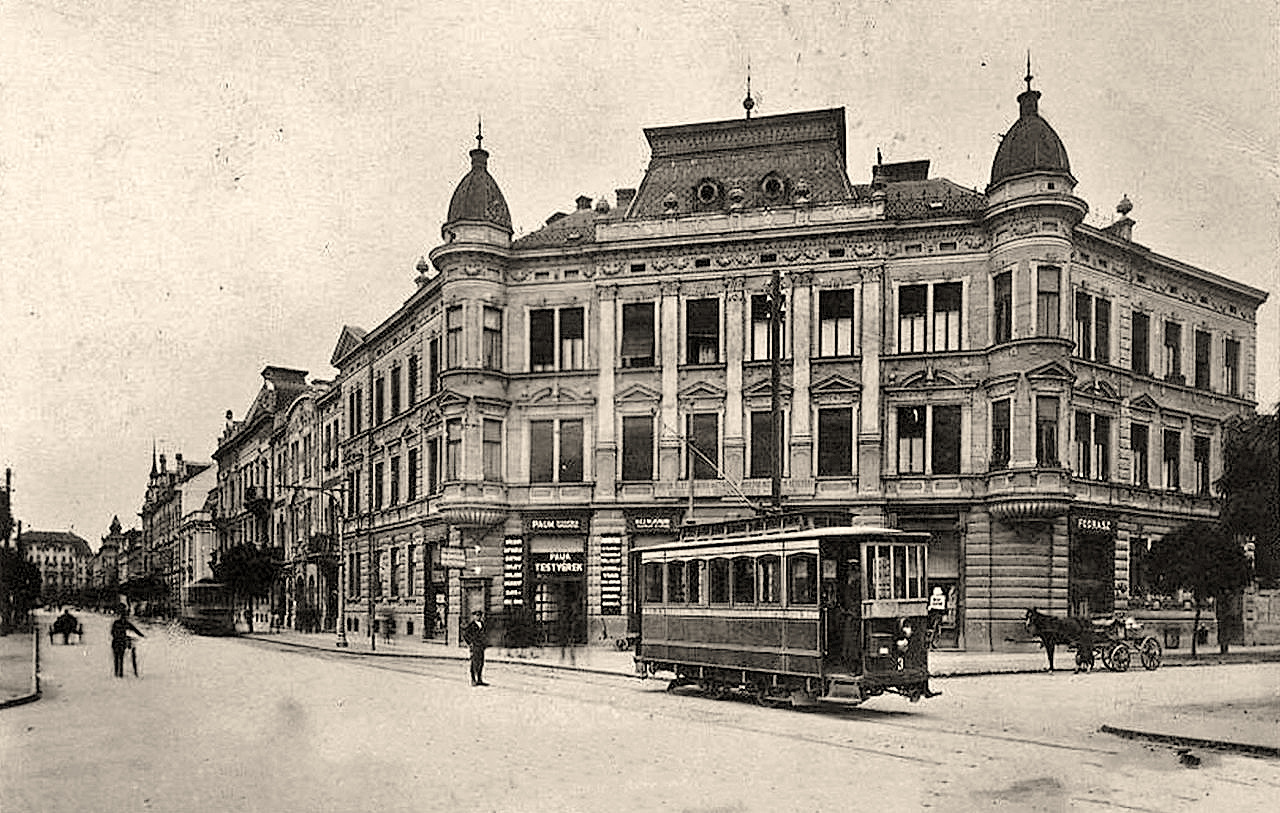
Triebwagen 3, Szell Kalman-Utca
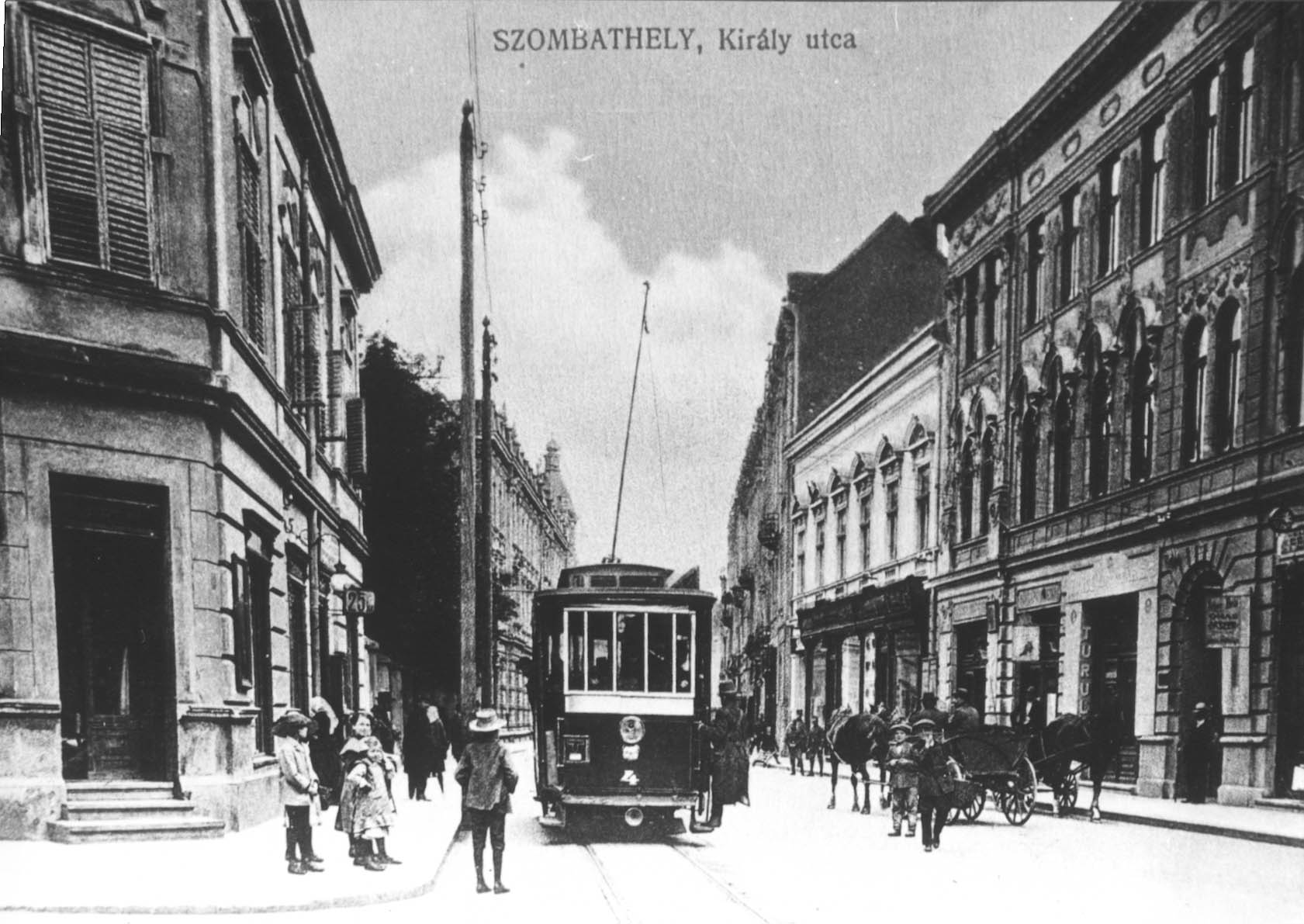
Triebwagen 4, Király utca

## Fahrzeuge

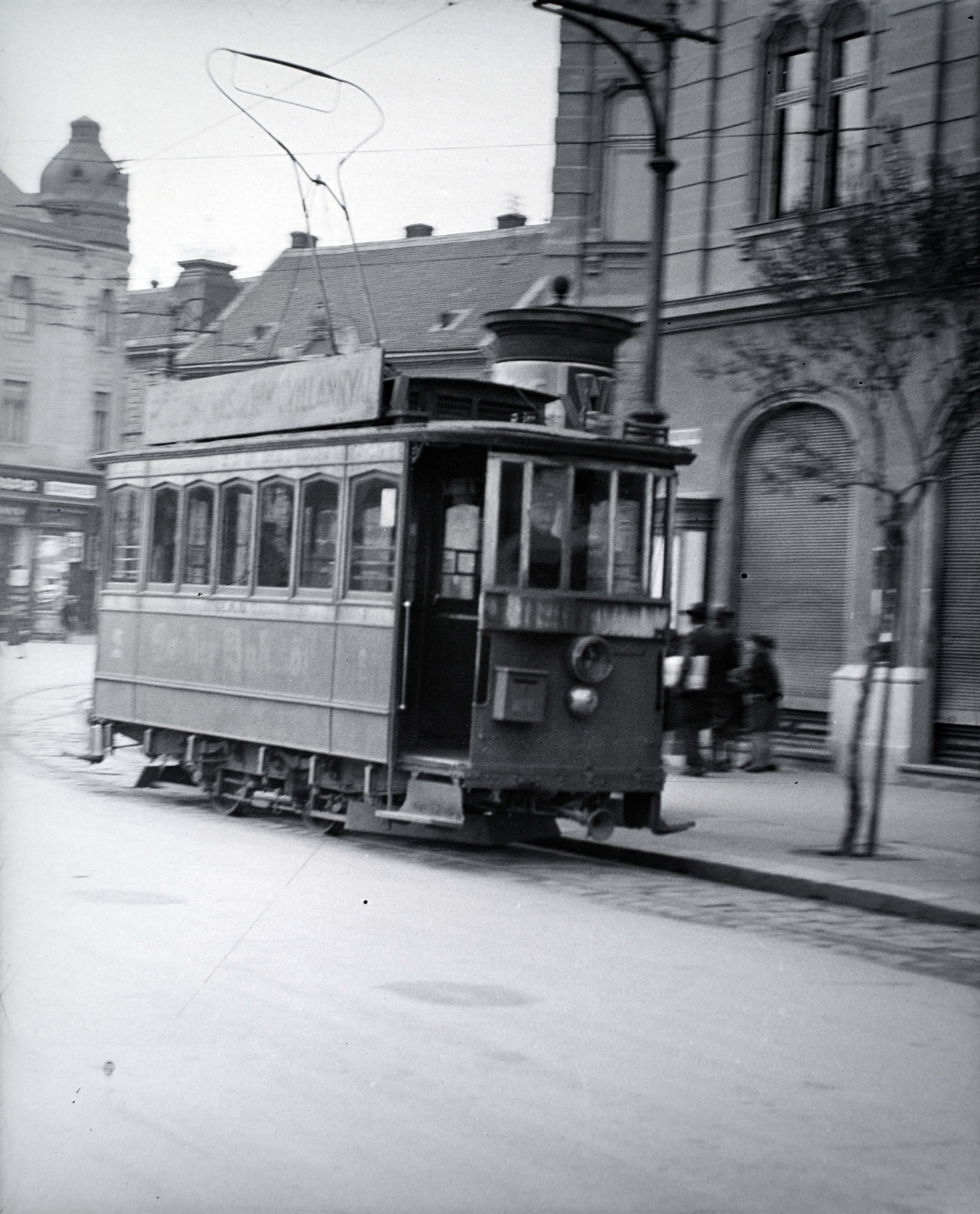
Originaltriebwagen im Jahr 1937

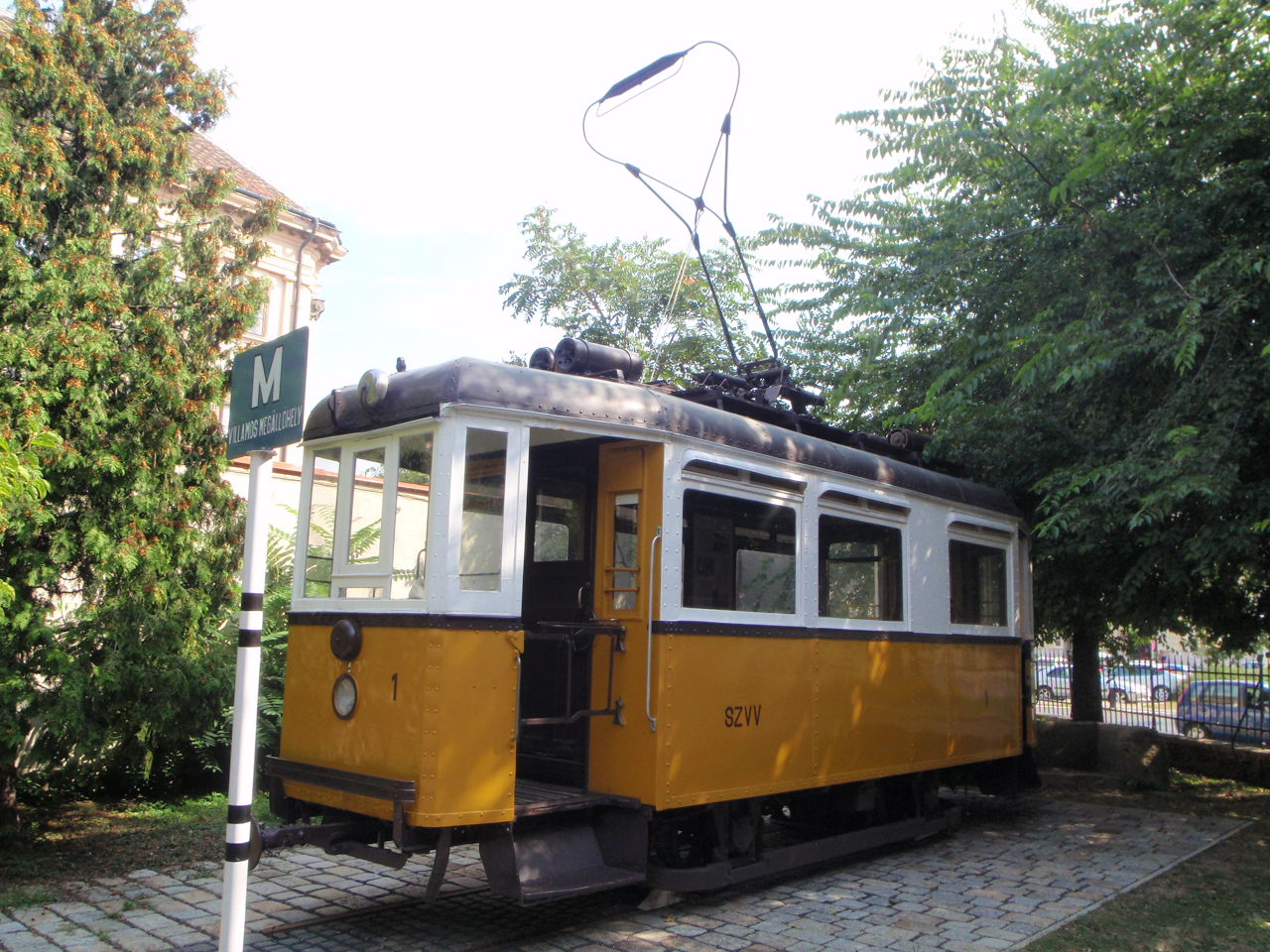
Erhaltener Triebwagen 1 in Szombathely

Die ersten drei Fahrzeuge wurden beim Handelsunternehmen Roessemann & Kühnemann in Budapest bestellt. Dieses kaufte den mechanischen Teil von der Schweizerischen Industriegesellschaft zu, die elektrische Ausrüstung wurde von der Compagnie de l’industrie électrique et mécanique zugeliefert. Baugleiche Fahrzeuge wurden von den gleichen Herstellern auch an die Straßenbahn Sopron geliefert. Der Erstlieferung von 1897 folgten 1901 die baugleichen Motorwagen 4 und 5 sowie die Beiwagen 11 und 12, wobei diesmal die Fahrzeuge möglicherweise von Roessemann & Kühnemann selbst gefertigt wurden. Noch im Jahr der Lieferung erfolgte der Umbau der Beiwagen 11 und 12 in Motorwagen, welche in den 1920er-Jahren in 6 und 7 umnummeriert wurden. 1951 wurden die Wagen 1 bis 7 in 11 bis 17 umgezeichnet, ehe sie 1952 abgestellt und durch gebrauchte Wagen aus Budapest ersetzt wurden. Diese 1897 bzw. 1927 von Ganz in Budapest gelieferten Wagen erhielten abermals die Nummern 1 bis 7. Als letzte Fahrzeuggeneration wurden zwischen 1958 und 1963 vier Zwillingstriebwagen mit den Nummern 11 bis 18 in Betrieb genommen.
| Nummer               | Nummer ab 195x | Baujahr    | Bemerkungen |
| -------------------- | -------------- | ---------- | --- |
| Tw 1                 | Tw 11          | 1897       | 1952 ausgemustert |
| Tw 2                 | Tw 12          | 1897       | 1952 ausgemustert |
| Tw 3                 | Tw 13          | 1897       | 1952 ausgemustert |
| Tw 4                 | Tw 14          | 1901       | 1952 ausgemustert |
| Tw 5                 | Tw 15          | 1901       | 1952 ausgemustert |
| Bw 11 → Tw 11 → Tw 6 | Tw 16          | 1901       | bereits im Lieferjahr Umbau in Triebwagen, 1952 ausgemustert                                                                   |
| Bw 12 → Tw 12 → Tw 7 | Tw 17          | 1901       | bereits im Lieferjahr Umbau in Triebwagen, 1952 ausgemustert                                                                   |
|                      | Tw 1"          | 1927/51    | 1951 ex Straßenbahn Budapest Bw 6100; 1974 abgestellt; Denkmal am Bhf. Szombathely → Smidt Múzeum Szombathely                  |
|                      | Tw 2"          | 1927/51    | 1951 ex Straßenbahn Budapest Bw 6104; verunfallt, um 1963 verschrottet                                                         |
|                      | Tw 3"          | 1927/51    | 1951 ex Straßenbahn Budapest Bw 6102; verunfallt, um 1963 verschrottet                                                         |
|                      | Tw 4"          | 1927/51    | 1951 ex Straßenbahn Budapest Bw 6103; 1974 abgestellt                                                                          |
|                      | Tw 5"          | 1927/51    | 1951 ex Straßenbahn Budapest Bw 6101; 1974 abgestellt; Wagenkasten im Depot Fehér út der BKV vorhanden                         |
|                      | Tw 6"          | 1897/52    | 1952 ex Straßenbahn Budapest Bw 5309; 1974 an Tramway Museum Graz, seit 2003 Leihgabe im Verkehrsmuseum Szentendre             |
|                      | Tw 7"          | 1897/52    | 1952 ex Straßenbahn Budapest Bw 5310; 1974 abgestellt; in Szombathely erhalten                                                 |
|                      | Tw 11"+12"     | 1900/50/57 | Zwillingstriebwagen; 1958 ex Straßenbahn Budapest (vmtl. Tw 1422"+1423"); 1974 abgestellt                                      |
|                      | Tw 13+14       | 1900/49/59 | Zwillingstriebwagen; 1958 ex Straßenbahn Budapest (vmtl. Tw 1414"+1415"); 1974 abgestellt                                      |
|                      | Tw 15+16       | 1900/50/58 | Zwillingstriebwagen; 1960 ex Straßenbahn Budapest (vmtl. Tw 1418"+1419"); 1974 abgestellt                                      |
|                      | Tw 17+18       | 1927/51/62 | Zwillingstriebwagen; Neubauten; wegen Investitionsverbot offiziell Umbauten aus den verunfallten Tw 2" und 3"; 1974 abgestellt |

## Energieversorgung
Das am Fluss Rába von 1896 bis 1900 neugebaute Wasserkraftwerk Ikervár versorgte die Straßenbahnbetriebe von Sopron und Szombathely mit der erforderlichen Energie.

## Erinnerungskultur
Einige Wagen der Straßenbahn blieben erhalten, so in Budapest, Szentendre und in Szombathely selbst.